# Museu Egípcio (Turim)
O Museu de Antiguidades Egípcias de Turim (Museo delle antichità egizie di Torino) possui uma das maiores coleções egiptológicas do mundo, com cerca de 6.500 obras expostas e 26.500 em resera.
O museu foi fundado em 1824 por Carlos Félix da Sardenha, que adquiriu a coleção Drovetti, resultante das escavações de Bernardino Drovetti, cônsul da França no Egito. As coleções do museu foram consideravelmente ampliadas pelas escavações do arqueólogo e egiptólogo italiano Ernesto Schiaparelli, nomeado diretor em 30 de setembro de 1894, permanecendo no posto até sua morte em 1928.

## Acervo do museu
Entre as peças mais conhecidas do museu encontram-se
- Estátuas:
  - estátua sentada da princesa Redite (III dinastia egípcia)
  - estátua de Amenófis I (XVIII dinastia egípcia).
  - estatueta em madeira de Amósis-Nefertari.
  - estátuas de Tutemés I e Tutemés III.
  - estátuas de Horemebe e Mutnedymet.
  - estátua sentada de Ramessés II (XIX dinastia egípcia)
  - estátua colossal de Seti II (5,16 m)
- Sarcófagos:
  - sarcófago de Duaenra (filho de Quéops)
- Elementos funerários:
  - Capela do túmulo de Maya (XVIII dinastia egípcia)
  - Maquetas dos túmulos de Minotepe e Upuautemate
  - Máscaras de gesso pintado da época greco-romana
- Múltiplos objetos da vida quotidiana.
  - Vasilhas da época pré-dinástica, Nacada I e Nacada II, do Império Antigo, Império Médio e Império Novo.
- Papiros:
  - Cânone Real de Turim (XIX dinastia egípcia)
  - Papiro de Artemidoro